# Salón de la Fama del Ciclismo de montaña
El Salón de la Fama del Ciclismo de montaña (MBHOF en sus siglás en inglés) fue fundado en 1988 para recordar la historia del ciclismo de montaña. En sus inicios estuvo localizado en Crested Butte (Colorado), pero fue movido a Fairfax (California) en 2014.

## Miembros
| 1988 | - Joe Breeze - Steve Cook - Charlie Cunningham - Gary Fisher - Charlie Kelly - Murdoch - Joe Murray - Jacquie Phelan - Tom Ritchey - Mike Sinyard | 1989 | - Don Cook - Wende Cragg - Erick Koski - Jeff Lindsay - Steve Potts - Victor Vincente of America                         | 1990 | - Chris Chance - Ned Overend - Tom Hillard - Scot Nicol - Glen Odell - Cindy Whitehead                                                                    |  |
| 1991 | - John Tomac - Carole Bauer - Craig and Gary Cook - Chuck Elliot - Al Farrell - Mike Rust - Ross Shafer                                           | 1992 | - Gary Klein - Tom Mayer - Mark Slate - Fred Wolf - Sara Ballantyne - Don Douglass - Ed Zink                             | 1993 | - Alan Armstrong - Jimmy Deaton - Juliana Furtado - Otis Guy - Gary Helfrich                                                                              |  |
| 1994 | - Keith Bontrager - Douglas Bradbury - Bill Cockroft - Ignaz & Frank Schwinn                                                                      | 1995 | - Richard Cunningham - Zapata Espinoza - Junzo Kawai - Kay Peterson-Cook - Steve Ready                                   | 1996 | - Kent Eriksen - Greg Herbold - Marilyn Price - Shivam Patel - Youcef Bendiff - The Cupertino Riders                                                      |  |
| 1997 | - Susan DeMattei - Mert Lawwill - John Parker | 1998 | - Dean Crandall - Jim Hasenauer - Max Jones                                                                              | 1999 | - Thomas Frischknecht - Tim Gould - Sam Morris (BV) - Mtn. Bike Club Discovery - Paola Pezzo - Hans Rey - Regina Stiefl - Velo Cross Club Parisien (VCCP) |  |
| 2000 | - Linda DuPriest - Keizo Shimano - John Stamstad - Steve Tilford - Dave Wiens                                                                     | 2001 | - David Tinker Juarez - Tim Blumenthal - Steve Boehmke - Denise Caramagno - Richard Long                                 | 2002 | - Jacob Heilbron - Michael Kelley - Mike Kloser - Laird Knight - Brian Skinner - Elaine & Maurice Tierney (fundadores de Dirt Rag)                        |  |
| 2003 | - Gary Crandall - Cindy Devine - Dan Koeppel - Ashley Korenblat                                                                                   | 2004 | - Matt Hebberd - Kurt Loheit - Pat Follet y Tom Spiegel - Paul Thomasberg                                                | 2005 | - Tom Moran - Gary Sprung - The British Columbians - Paul Brodie (Brodie Bicycles)                                                                        |  |
| 2006 | - Travis Brown - Robert Gregorio - Chris King - Dave Stopera - Eric Latendresse - Jake Kubasta                                                    | 2007 | - Hill Abell - Sal Ruibal - Alison Sydor - Frank Wadelton                                                                | 2008 | - Steve Blick - John Finley Scott - Bob Girvin - Philip Keyes - Brian Lopes - Nat Ross                                                                    |  |
| 2009 | - Anne-Caroline Chausson - Colorado Plateau Mountain Bike Trail Association (COPMOBA) - Dave Garoutte - Larkspur Canyon Gang                      | 2010 | - Jim Wannamaker - John Ker - Alan Bonds - ‘Fro Riders’                                                                  | 2011 | - Pete Webber - The Laguna Rads - Patrice Drouin & Chantal Lachance - Bob Allen                                                                           |  |
| 2012 | - Bob Woodward - Monte Ward - Gary Sjoquist - Ruthie Matthes - Dave House                                                                         | 2013 | - Nicolas Vouilloz - Marla Streb - Robin & Bill Groff - David Epperson - Concerned Off Road Bicyclists Association-CORBA | 2014 | - Jenn Dice - The Koski Family's Cove Bike Shop - Jimmy "Mac" McIlvain - Leigh Donovan                                                                    |  |